# Svenska Kvinnors Nationalförbund
Svenska kvinnornas nationalförbund (SKN), även kallad Svenska Kvinnors Nationalförbund, var en svensk kvinnoförening, grundad 1896 och upplöst 1981. Det var Sveriges representant inom International Council of Women. Dess uppgift var främst att fungera som paraplyorganisation och representera Sverige internationellt. 

## Historik
Svenska kvinnornas nationalförbund grundades 1896 av Ellen Fries för att fungera som paraplyorganisation för de svenska kvinnoföreningarna, och som Sveriges representant i International Council of Women (ICW), som hade bildats 1888, åtta år tidigare. Sverige var det fjärde land som bildade en representant inom ICW.  
SKN höll sin första konferens 1897. 
SKN omfattade som mest omkring 400 föreningar, med tusentals medlemmar. 
Den ägnade sig främst åt att fungera som en paraplyorganisation för att koordinera andra föreningars verksamhet, och fungera som informationskälla. 
Dess främsta uppgift var att sköta de internationella kontakterna mellan de svenska och internationella kvinnoorganisationerna. 
Eftersom Sverige och Norge var i union, representerade de även norska kvinnoföreningar fram till unionsupplösningen 1905, då Norske Kvinders Nationalraad (NKN) bildades i Norge sedan de norska kvinnorna inte längre ville "stå i skuggan" av SKN inom International Council of Women. 
I praktiken ska SKN främst ha representerat borgerliga kvinnoföreningar, vilket gav det en viss borgerlig prägel.
SKN beskrevs i början av 1900-talet som en konservativ del av kvinnorörelsen. Den stödde den sociala renhetsrörelsens ideal att samma sexuella regler skulle gälla för båda könen, vilket under denna tid innebar att även män skulle tvingas hålla sexualiteten inom äktenskapet, och verkade mot prostitution och utomäktenskaplig sexualitet: år 1910 stödde SKN lagförslaget att förbjuda information om preventivmedel.
Under första världskriget bildade SKN Kvinnornas uppbåd för att bidra med krigsansträngningen.
Förbundet upplöstes 1981.

## Ordförande
- 1896–1898: Ellen Anckarsvärd
- 1898–1909: Anna Hierta-Retzius
- 1909–1920: Eva Upmark
- 1920–1927: Bertha Nordenson
- 1927–1928: Malin Wester-Hallberg
- 1929–1930: Elisif Theel
- 1930–1931: Ingegerd Palme
- 1931–1949: Kerstin Hesselgren
- 1972–1981: Margit Althin